# 박성호 (1957년)
박성호(朴成浩, 1957년 3월 13일 ~ , 창원)은 대한민국의 정치인이자 새누리당 국회의원이다.

## 학력
- 월포초등학교 졸업
- 마산중학교 졸업
- 마산고등학교 졸업
- 고려대학교 농업경제학과 졸업
- 고려대학교 대학원 경제학 석사
- 경희대학교 대학원 경제학 박사

## 경력
- 창원대학교 대학방송국 국장
- 창원대학교 학생처 처장
- 창원대학교 중국비즈니스인력양성사업단 단장
- 창원대학교 경상대학 무역학과 교수
- 어린이재단 경남지역본부후원회 고문
- 중국 연변과학기술대학교 명예교수
- 2007년 5월 ~ 2011년 5월 : 창원대학교 제5대 총장
- 2012년 5월 ~ 2016년 5월 : 제19대 국회의원 (경남 창원시의창구/새누리당)
- 2015년 2월 : 새누리당 원내부대표
- 국립 창원대학교 경영대학 글로벌비즈니스학부 교수

## 의정 활동

### 19대
- 2012년 5월 ~ 2016년 5월 제19대 새누리당 국회의원(경남 창원시 의창구)
  - 2013년 5월 ~ 2014년 5월 : 제19대 국회 교육문화체육관광위원회 위원
  - 2014년 6월 : 제19대 국회 예산결산특별위원회 위원
  - 2014년 6월 ~ 2016년 5월 : 제19대 국회 국토교통위원회 위원
  - 2015년 2월 ~ 2016년 5월 : 제19대 국회 운영위원회 위원

## 역대 선거 결과
|  | 54.13% |

|  | 23.80% |

## 논란
박성호 의원은 창원대학교 총장으로 재직할 때 등록금을 한 차례 올린 바 있었으나 선거공보물에 등록금 인상이 한 번도 없었다는 허위사실을 기재했으며, 재판부는 그가 후보자로 있을 때 '선거공보물의 허위기재 사실을 몰랐다는 주장을 납득하기 어렵다.'라는 이유로 공소사실을 전부 유죄로 인정하였다. 다만 '2위 후보자와 득표수에 상당한 차이가 나는 등 허위사실 기재가 유권자의 정확한 판단을 그르치게 할 정도는 아니다.'라고 밝히면서 당선 무효형(벌금 100만원 이상)을 선고하지 않는다고 덧붙였다.
2012년 9월 27일, 새누리당 박성호 국회의원에게 선거공보물에 허위사실을 기재한 혐의(공직선거법 위반)로 벌금 70만원을 선고받았다.